# ラージャスターン州
ラージャスターン州（ラージャスターンしゅう、Rajasthan、राजस्थान）は、インドで面積が最も大きい州である。州都はジャイプル。ラジャスタン州と表記されることもある。

## 地理
西はパキスタン、南西はグジャラート州、南東はマディヤ・プラデーシュ州、北東はウッタル・プラデーシュ州とハリヤーナー州、北はパンジャーブ州と接している。
州内西部はタール砂漠がある。トラやヒョウが生息する丘陵地帯やジャングルもある。

## 歴史
タール砂漠が砂漠化する前には、インダス文明が栄えていた。州としては1956年に成立した。
ラージプーターナーとは、「ラージプート族の地」の意味で、おおむね西北インド、現在のラージャスターン州に相当する地域。
この地で興った王朝には以下のものがある。
チャンデーラ朝
チャンデーラ朝とは、10世紀前半から13世紀末まで北インド、マディヤ・プラデーシュの東部、ブンデルカンド地方にあった王朝。この王朝は、「月」から生まれたクシャトリアの家系とする伝承をもつラージプートの王朝であることと、世界遺産にもなっているカジュラホの寺院群を築いたことで世界的に知られる。
プラティーハーラ朝
プラティーハーラ朝（プラティーハーラちょう、英語：Pratihara dynasty）とは、8世紀後半から11世紀初頭まで、北西インドを支配したラージプートのヒンドゥー王朝（750年頃 - 1018年あるいは1036年）。首都はカナウジ。
パラマーラ朝
パラマーラ朝は、10世紀後半頃？～13世紀末まで北インド、ナルマダー川北岸、現マディヤ・プラデーシュ州の西部、マールワ地方に割拠したラージプートの王朝。
チャーハマーナ朝
チャーハマーナ朝は10世紀末から12世紀末まで北インドを支配していたラージプート族の王朝。首都はデリー。プリトヴィーラージ3世の治世の頃に最盛期であったが、ゴール朝の侵入に対抗し1192年に滅亡した。
後継者がランタンボールに逃れて、再興した。
メーワール王国
13世紀末まで、ラージプーターナー地方（ほぼ現ラージャスターン州にあたる）に、ゴール朝のシハーブッディーン・ムハンマドにタラーインの戦いに敗れた後に、チャーハマーナ朝の後継者が再興したランタンボールをはじめ、メーワール王国など版図は小さいが強力な王国を築いていたが、ハルジー朝に征服された。しかし、その後のデリー・スルターン朝の弱体化に伴って徐々に独立した。
ラジャスターンという州名も「ラージプートの土地」が語源となったもの。 イスラム勢力と勇敢に戦ったヒンドゥー戦士、ラージプート族の本拠地にもなった。ムガル帝国のアクバルの統治方針は、ラージプートなどの在地勢力を自らの支配層に取り込むため、彼らが所有する領地からの収入を認めるとともに、ヒンドゥーであるラージプート出身の女性を妻とした。
ムガル帝国の初期に尚武の気風とヒンドゥー教徒の独立を守るために激しく抵抗したことで知られる。特に、その中でも、メーワール王国だけは、ムガル帝国から独立を維持し、17世紀初めまで続いた。
ポカラン（ジャイサルメール県）では2度の核実験が1974年5月18日（コード名 Smiling Buddha）および1998年5月11日・5月13日（コード名：シャクティI〜シャクティV計5回）に実施された。

## 行政区分
下記の番号は図「ラージャスターン州の行政区分」の番号と対応。
1. バーンスワーラー県（英語版） (Banswara district)
2. ドゥーンガルプル県（英語版） (Dungarpur district)
3. ウダイプル県（英語版） (Udaipur district)
4. チットールガル県（英語版） (Chittorgarh district)
33 プラタープガル県（英語版） (Pratapgarh district, Rajasthan) ※2008年1月26日に新設。
5. ジャーラーワール県（英語版） (Jhalawar district)
6. ジャーロール県（英語版） (Jalor district)
7. シローヒー県（英語版） (Sirohi district)
8. パーリー県（英語版） (Pali district)
9. ラージサマンド県（英語版） (Rajsamand district)
10. ビールワーラー県（英語版） (Bhilwara district)
11. ブーンディー県（英語版） (Bundi district)
12. コーター県（英語版） (Kota district)
13. バーラン県（英語版） (Baran district)
14. バールメール県（英語版） (Barmer district)
15. ジョードプル県（英語版） (Jodhpur district)
16. ナーガウル県（英語版） (Nagaur district)
17. アジュメール県 (Ajmer district)
18. トーンク県（英語版） (Tonk district)
19. サワーイー・マードープル県（英語版） (Sawai Madhopur district)
20. カラウリー県（英語版） (Karauli district)
21. ドールプル県（英語版） (Dholpur district)
22. ジャイサルメール県（英語版） (Jaisalmer district)
23. ビーカーネール県（英語版） (Bikaner district)
24. チュールー県（英語版） (Churu district)
25. スィーカル県（英語版） (Sikar district)
26. ジュンジュヌー県（英語版） (Jhunjhunu district)
27. ジャイプル県（英語版）★ (Jaipur district)
28. ダウサー県（英語版） (Dausa district)
29. アルワル県 (Alwar district)
30. バラトプル県（英語版） (Bharatpur district)
31. ガンガーナガル県（英語版） (Ganganagar district)
32. ハヌマーンガル県（英語版） (Hanumangarh district)

## 産業

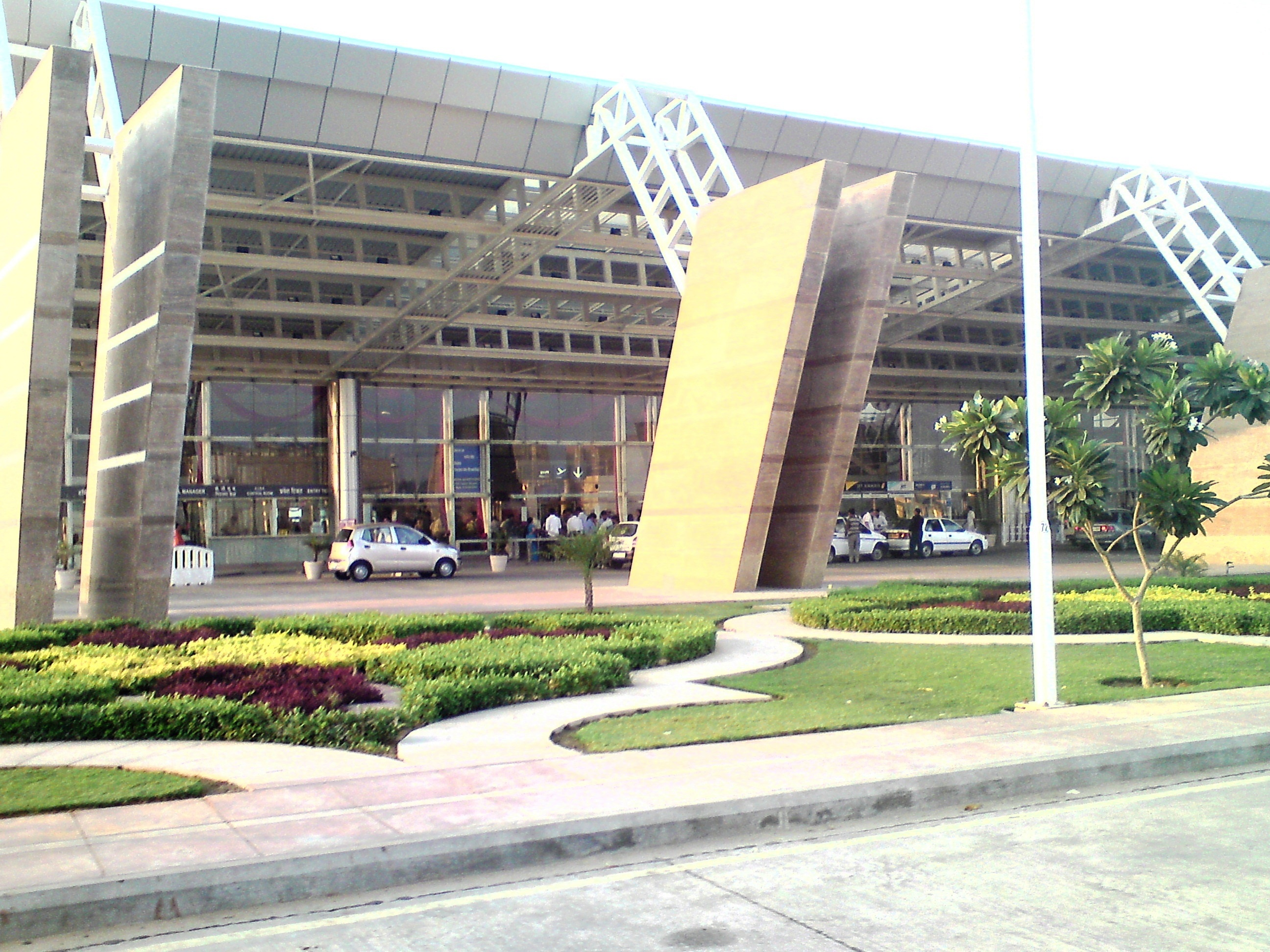
ジャイプル国際空港

第一次産業は米、大麦、トウモロコシなどの農業と、ラクダ、ヒツジ、ヤギなどの放牧が行われている。州内の農業地域は、しばしばバッタの大量発生により被害を受ける。1993年、2020年には壊滅的被害を出した。
州内では石材や宝石・貴金属が豊富に採れ、その採掘業が盛んである。タージ・マハルの白大理石は州内のマクラナ（Makrana）からの物が使われ、州都ジャイプールではマハーラージャへ仕えたジュエラーが伝統を生かして制作するジュエリー産業も特に有名である 。
繊維製品の生産地で、数世紀にわたり、絹・綿織物の染色、捺染技術で知られる。生産活動は、主に染色職人と捺染職人のコミュニティー、チバが担っている。絹・綿織物は中世以来、中国、中東、欧州などに輸出されており、国際取引は現在でも活発である。

## 観光
プシュカル（アジュメール県）のプシュカル湖畔では、
ラクダ祭が、ヒンドゥー暦のKartika（グレゴリオ暦10月–11月）（英語）のPrabodhini Ekadashi（11日の月）（英語）からKartik Poornima（15日の月）（英語）まで行なわれる（2013年は11月10日 - 11月17日に開催された）。
ケオラデオ国立公園とランタンボール国立公園があり、また、2013年6月に開催された第37回世界遺産委員会で、ラージャスターンの丘陵城塞群として、6つの城塞都市がインドの世界遺産に加わった。

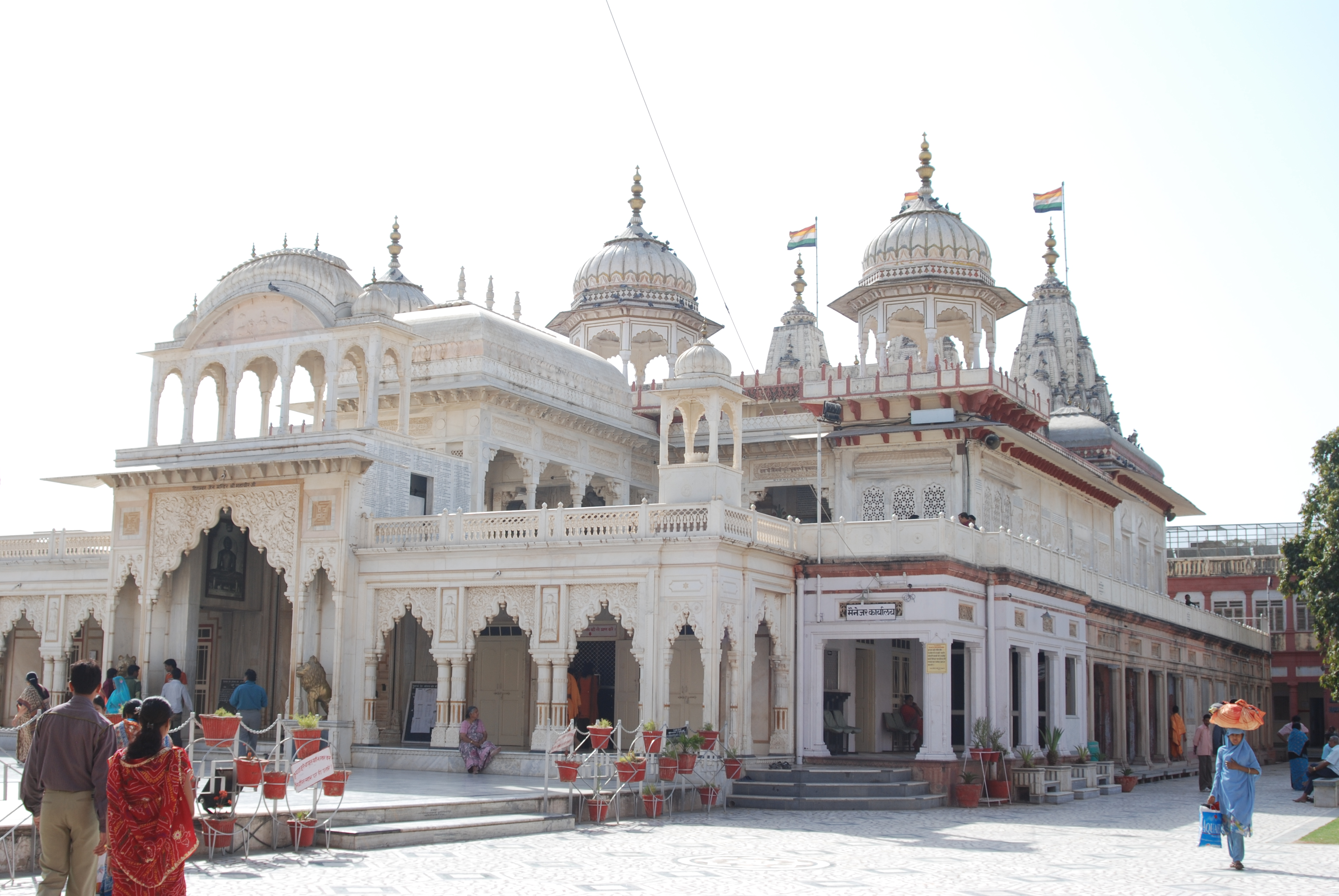
マハーヴィールジー寺院
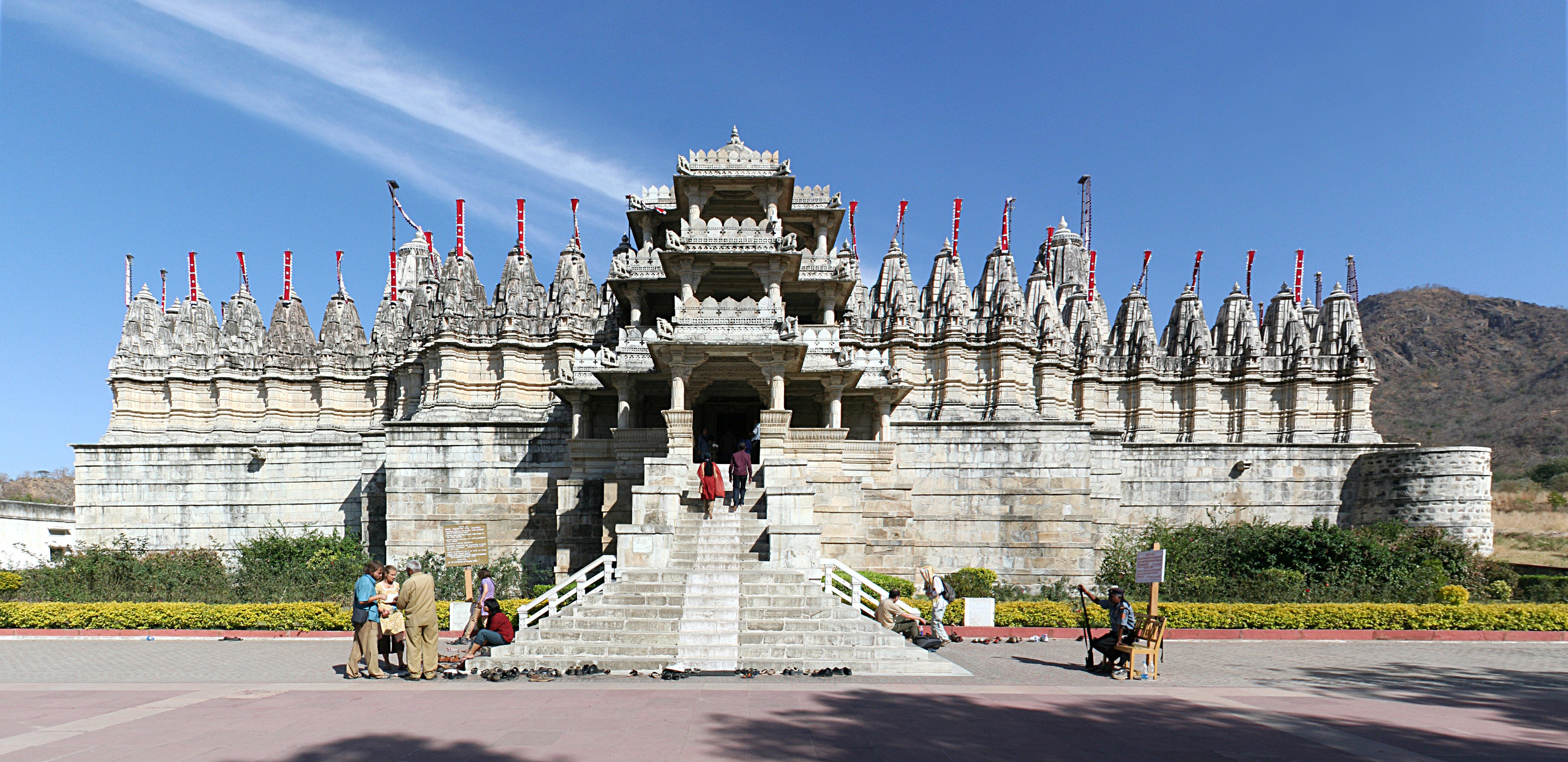
パーリ県ラーナクプルのアーディナータ寺院（ジャイナ教の寺院）
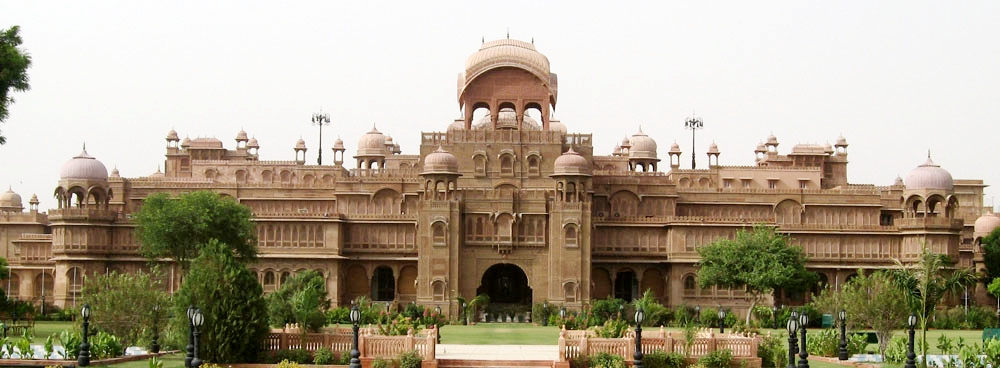
ロールガール城（マハラジャの旧宅）
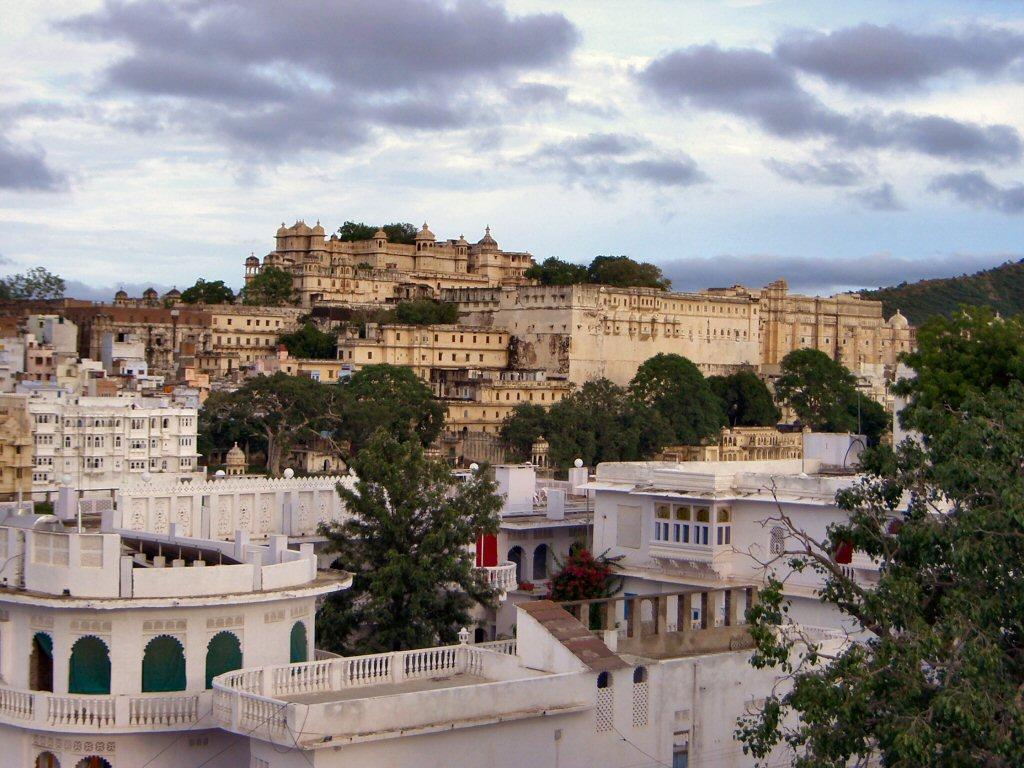
ウダイ・シング2世の居城
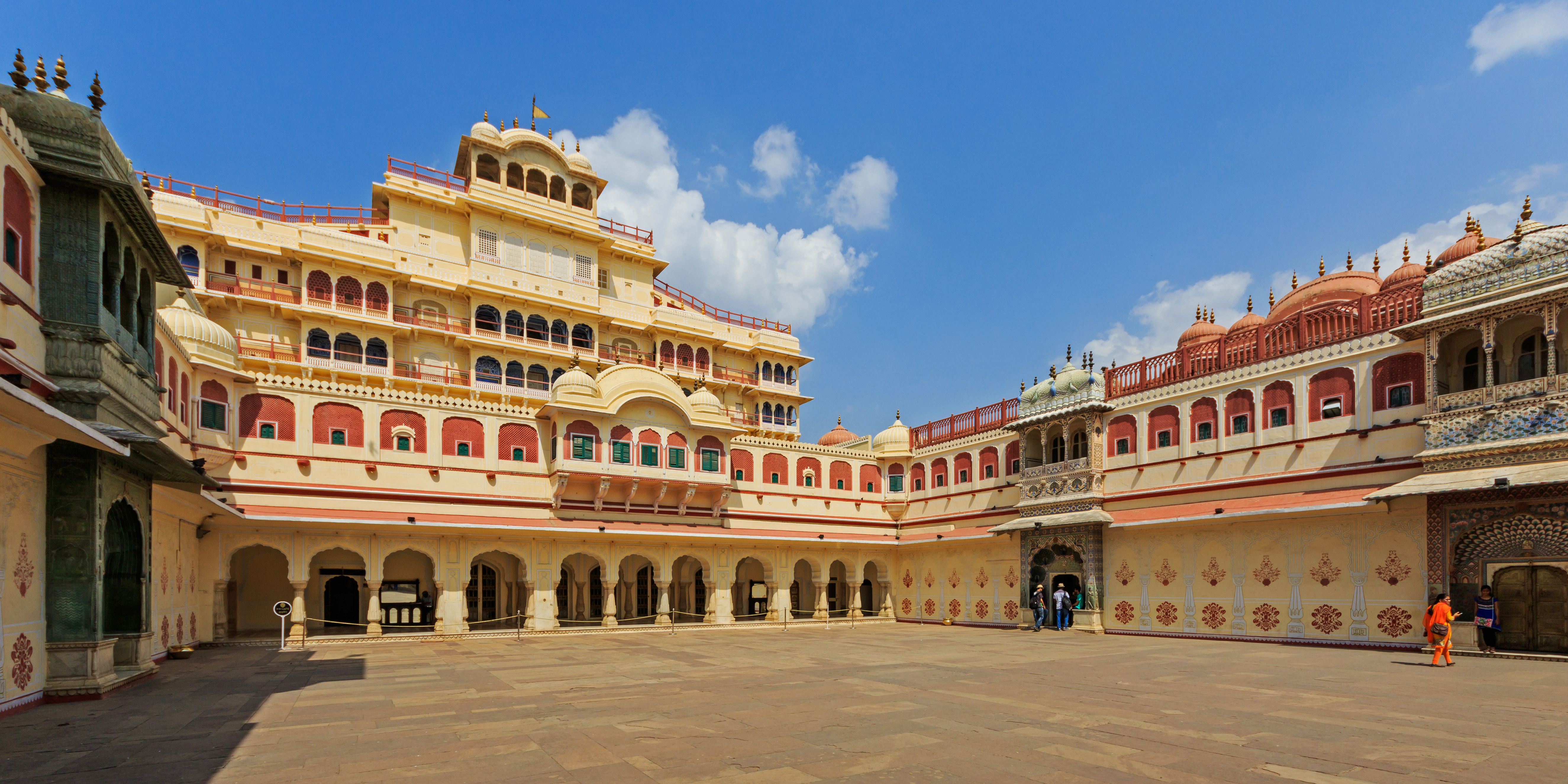
旧藩王の宮殿で王族の住まいシティ・パレス
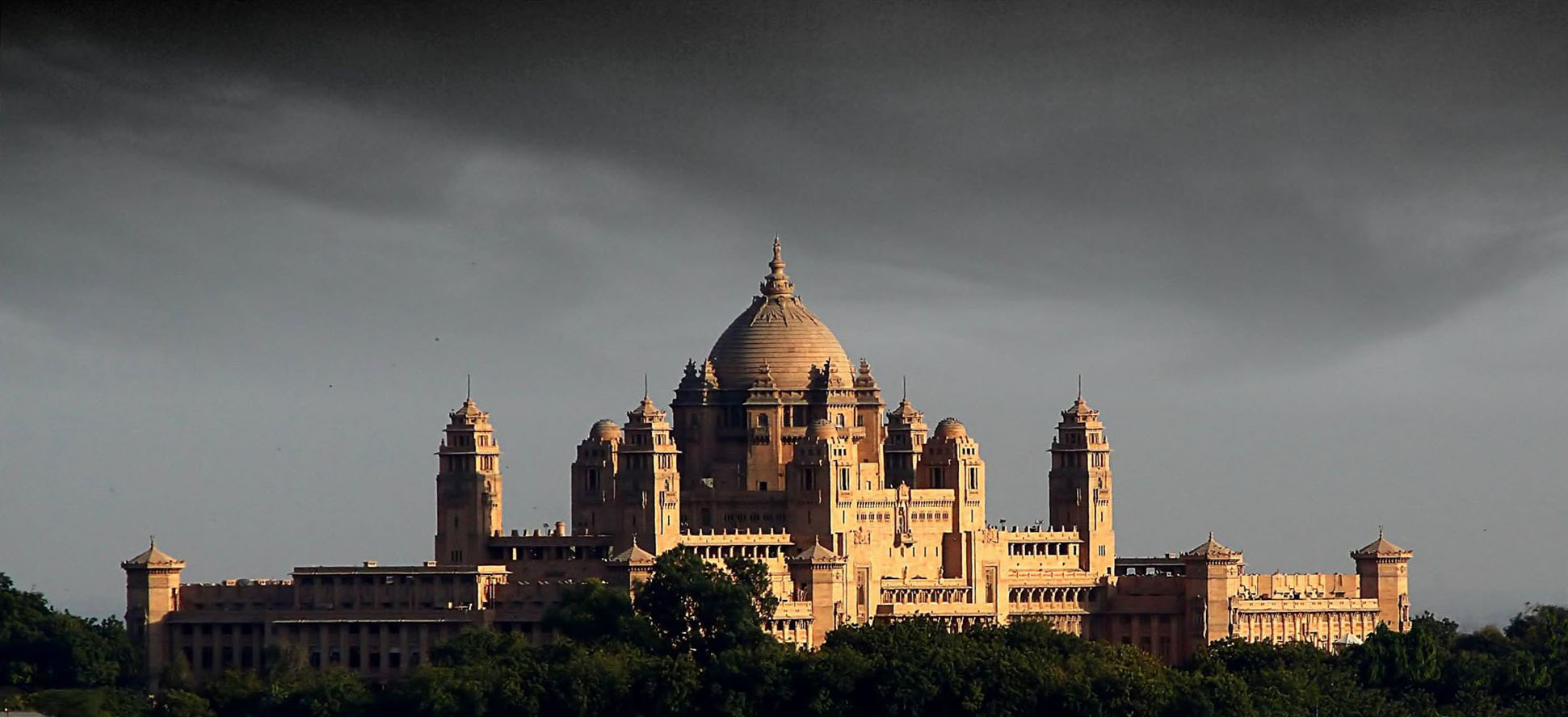
ウメイド・バワン・パレス
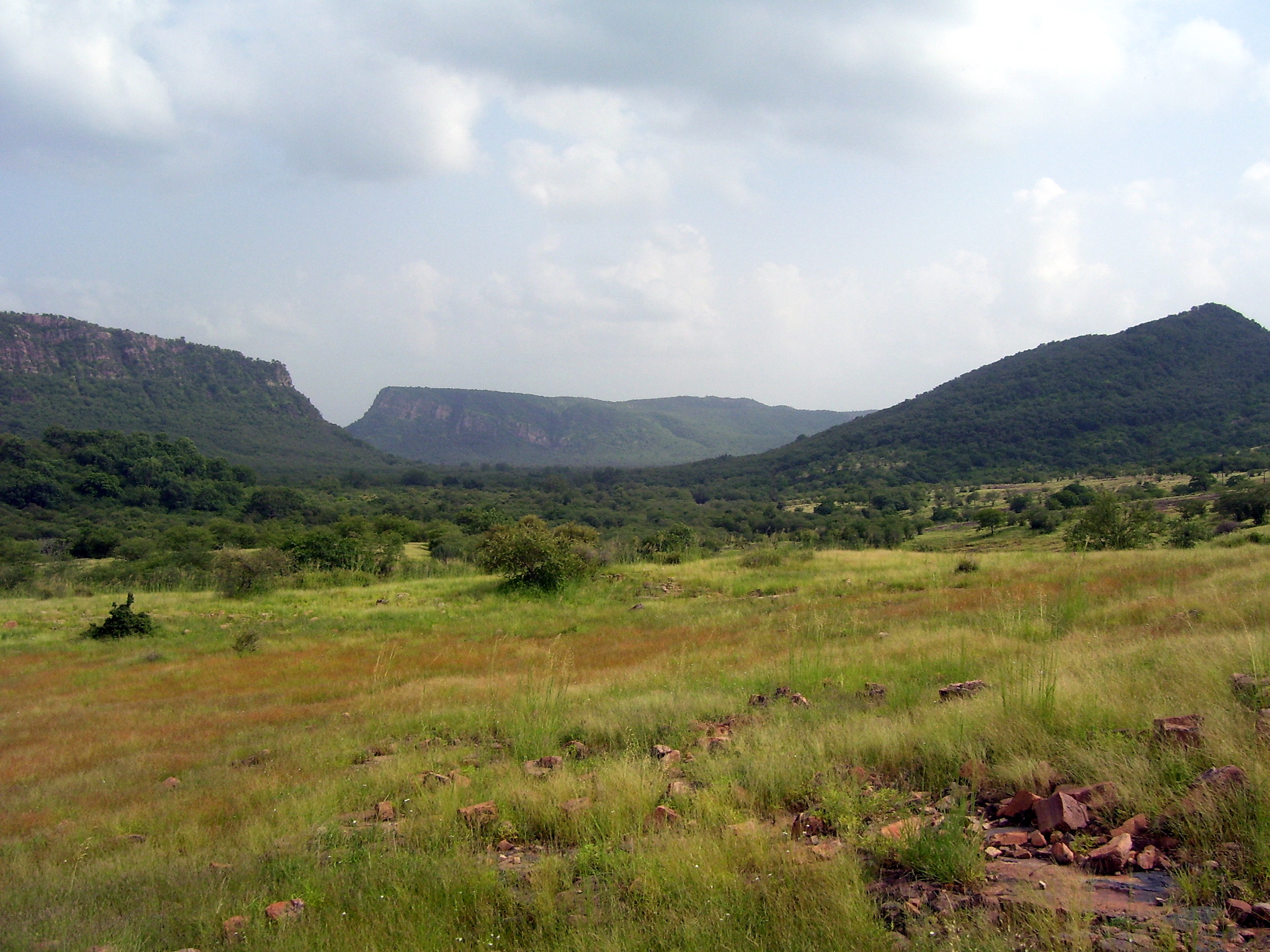
ランタンボール国立公園
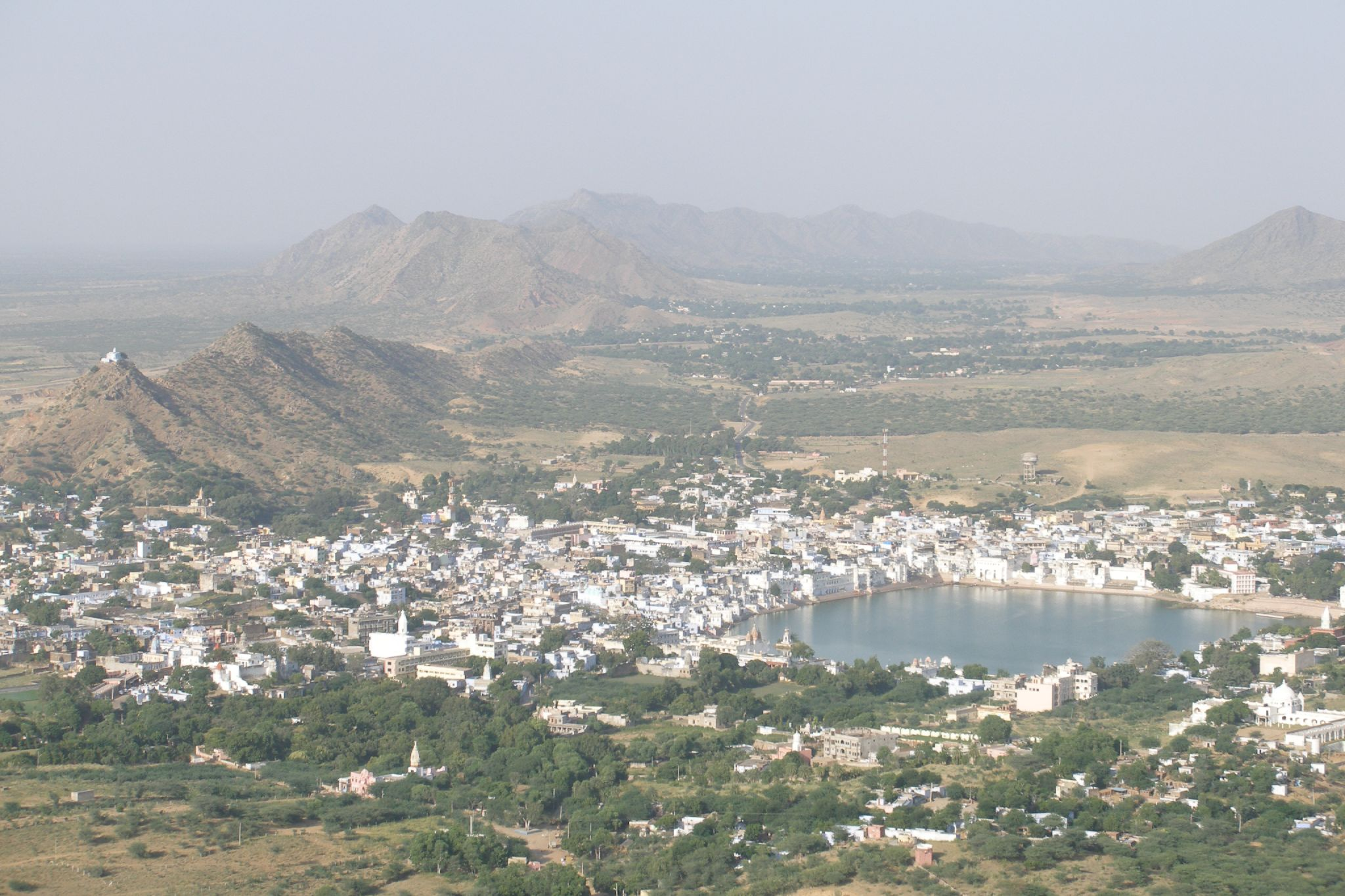
プシュカルの町を遠望する

## 世界遺産
1. ジャンタル・マンタル（ジャイプル）
2. ラージャスターンの丘陵城塞群

1. 1. アンベール城（ジャイプル）
  2. チットールガル城 （チットールガル）Chittorgarh
  3. ガグロン城 （ジャーラーワール）
  4. ジャイサルメール城（ジャイサルメール）
  5. クンバルガル城（ラージサマンド）
  6. ランタンボール城（ランタンボール）

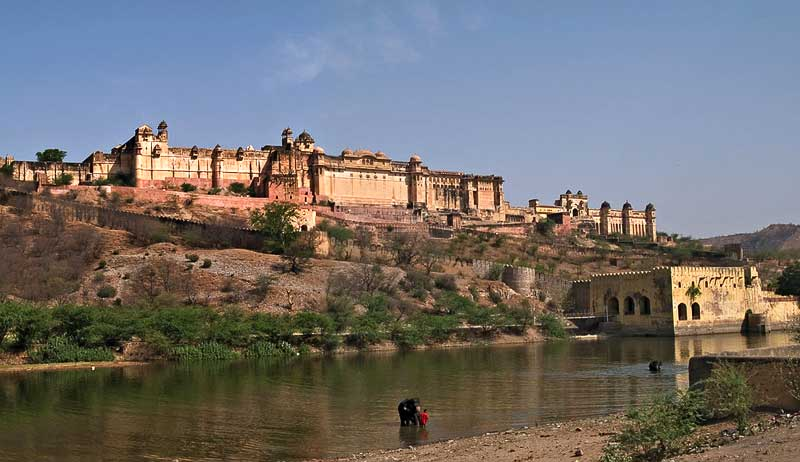
アンベール城
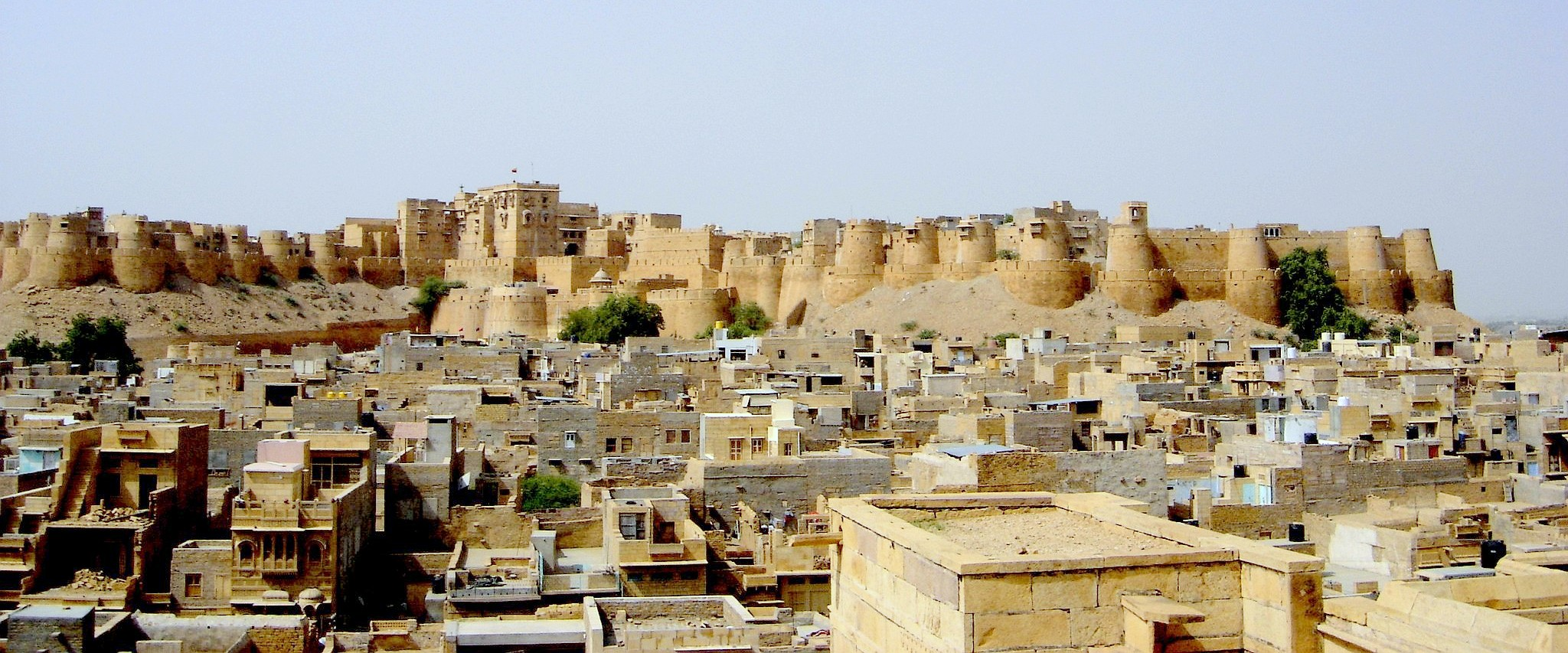
ジャイサルメール城
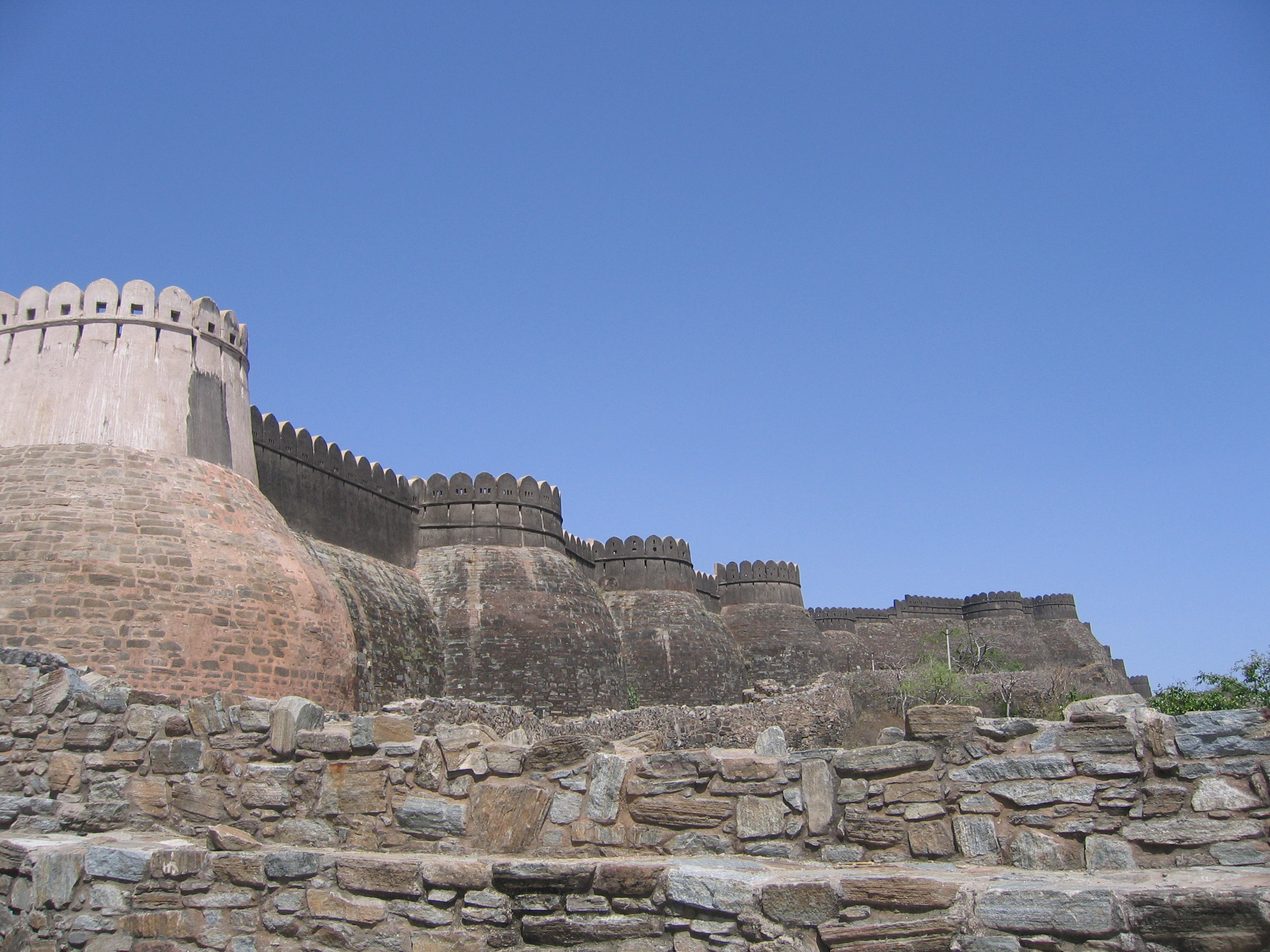
クンバルガル城
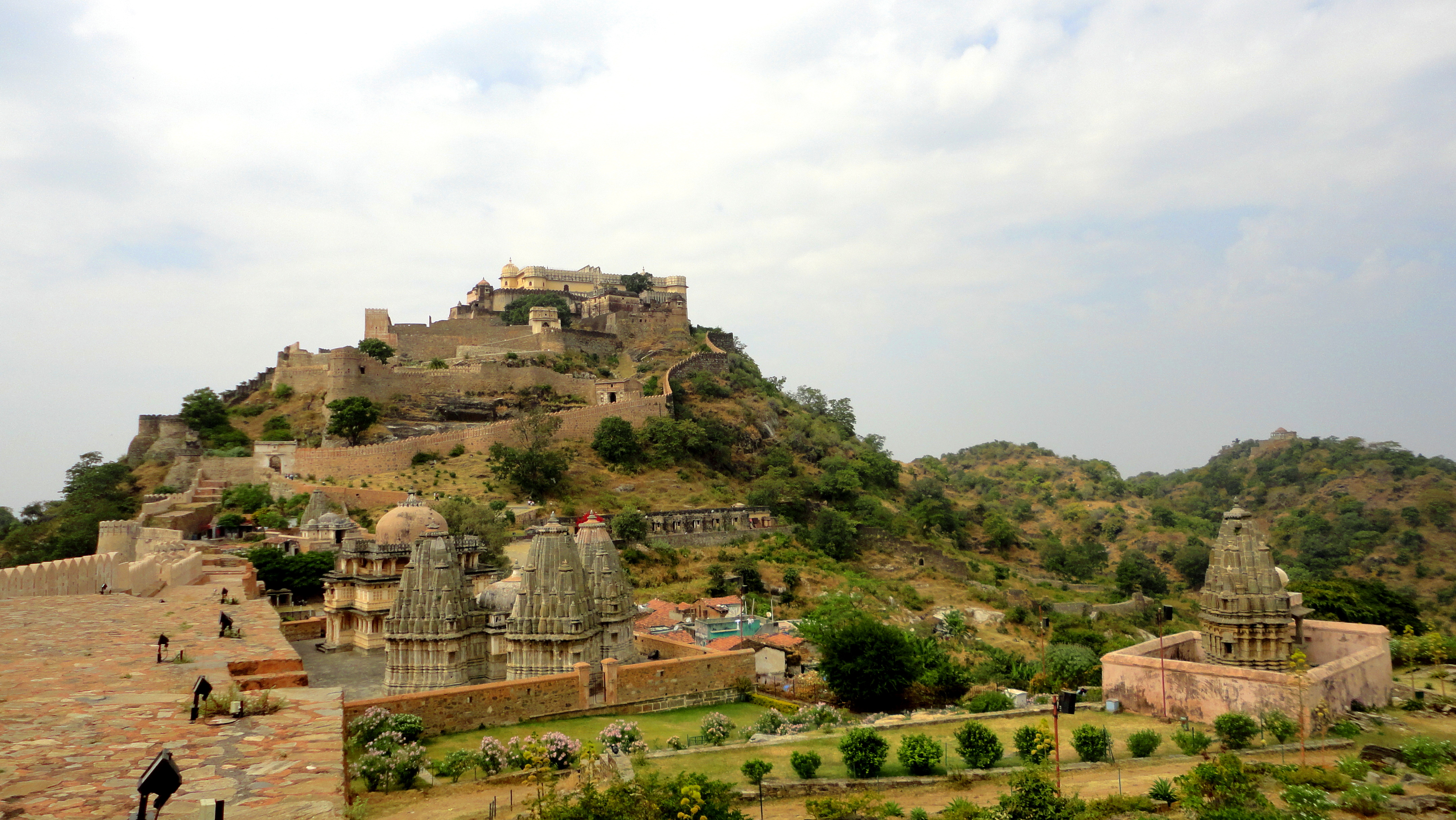
クンバルガル城
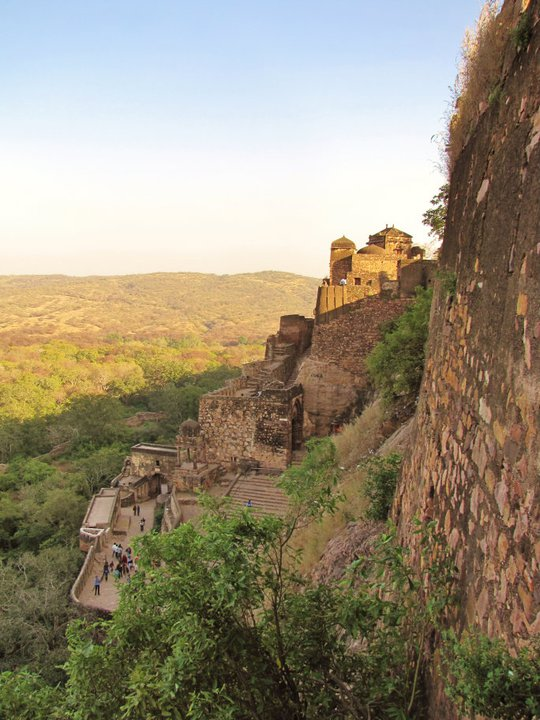
ランタンボール城

## 社会問題
カースト差別は憲法により否定されているが、保守的な北部各州では依然として生活と密接して存続している。ラージャスターン州もそのひとつで、2013年にはカースト別の火葬場の建設計画が表面化して物議を醸した。